# Uncastillo
Uncastillo (in aragonese Uncastiello) è un comune spagnolo di 883 abitanti situato nella comunità autonoma dell'Aragona.

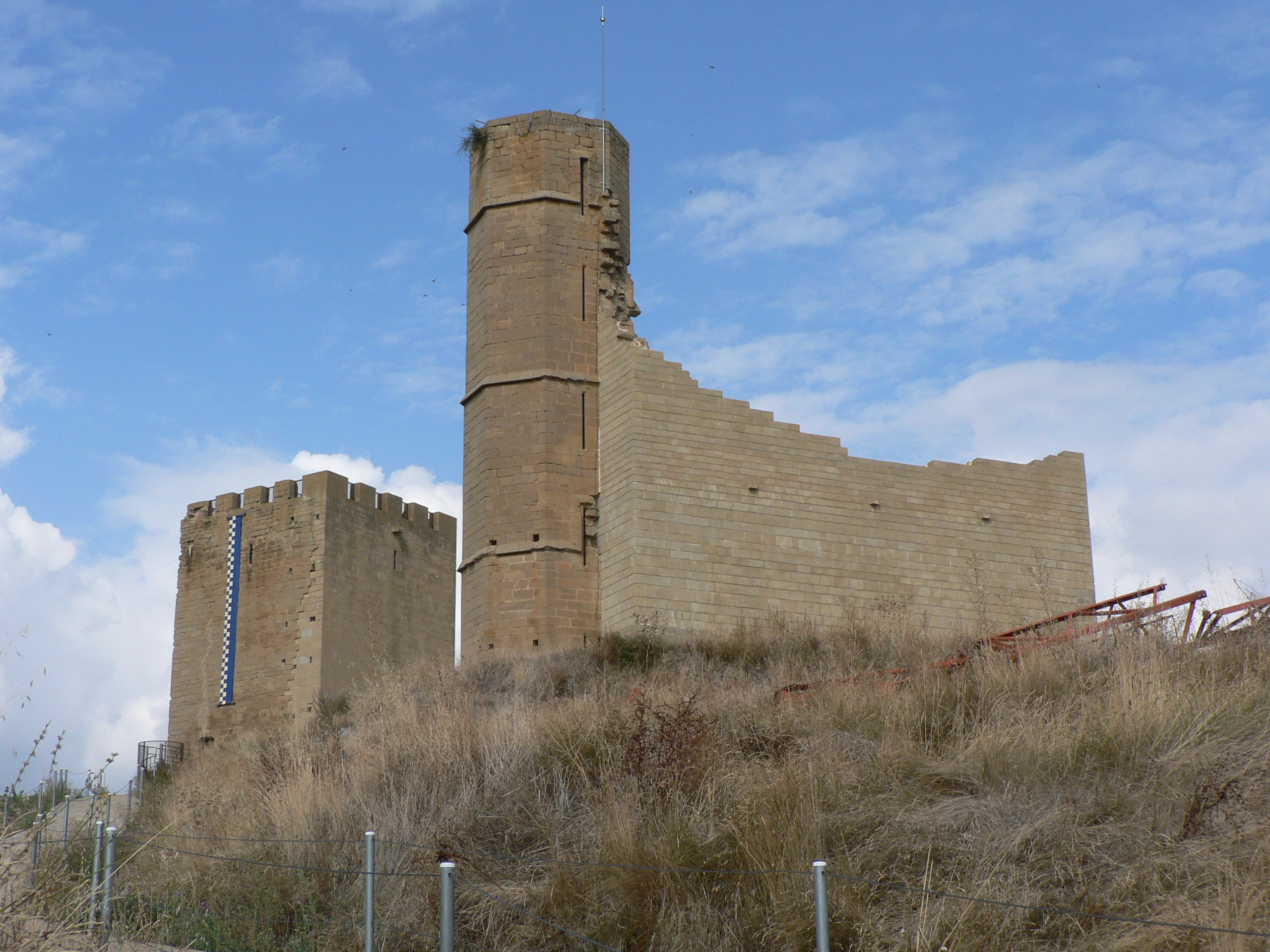
Castello

La località è dominata da un'imponente fortezza del XII secolo, che si erge su un pendio roccioso.